# Pionopsitta pileata
Pionopsitta pileata là một loài chim trong họ Psittacidae.